# Huhtkari
Huhtkari med Allenpieli är en ö i Finland. Den ligger i Skärgårdshavet och i kommunen Nådendal i landskapet Egentliga Finland, i den sydvästra delen av landet. Ön ligger omkring 29 kilometer väster om Åbo och omkring 180 kilometer väster om Helsingfors.
Öns area är 5,5 hektar och dess största längd är 490 meter i nord-sydlig riktning. Den är numera sammanvuxen med grannön Hautluoto. Närmaste större samhälle är Nådendal, 15,5 km öster om Huhtkari.

## Klimat
Inlandsklimat råder i trakten. Årsmedeltemperaturen i trakten är 5 °C. Den varmaste månaden är augusti, då medeltemperaturen är 16 °C, och den kallaste är januari, med −8 °C.